# آشپزی توگویی

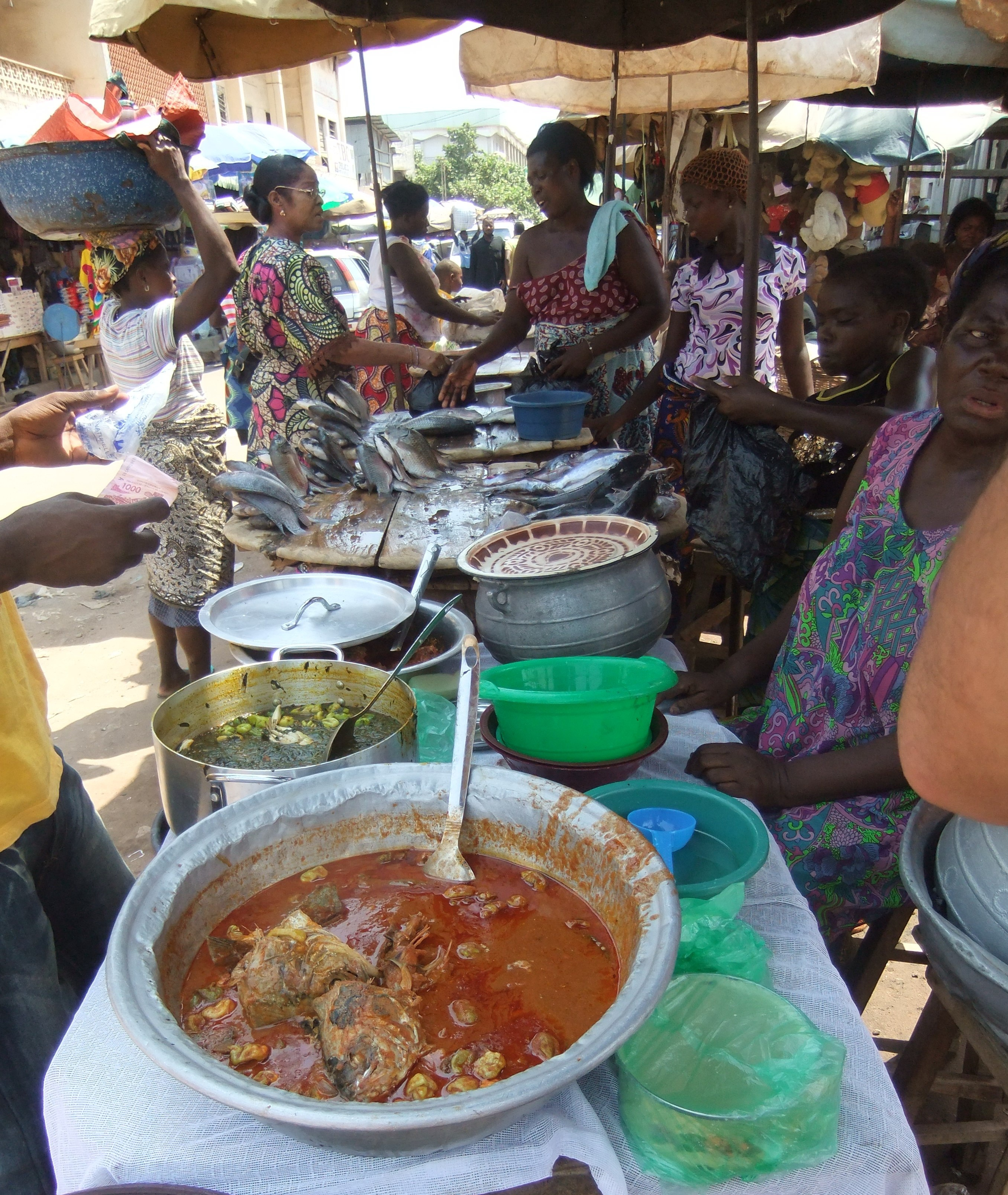
غذاهای خیابانی در لومه

آشپزی توگو سبک پخت غذا در جمهوری توگو، کشوری در غرب آفریقا است. ذرت، برنج، ارزن، کاساوا، سیب زمینی، پلانتین و لوبیا مواد غذایی رایج در این سبک آشپزی است. ذرت رایج‌ترین ماده مصرفی در جمهوری توگو است. ماهی نیز منبع مهمی از پروتئین در این کشور است. مردم توگو تمایل دارند در خانه غذا بخورند، اما رستوران‌ها و غرفه‌های غذا نیز طرفداران خود را دارند.